# 론옵잔트

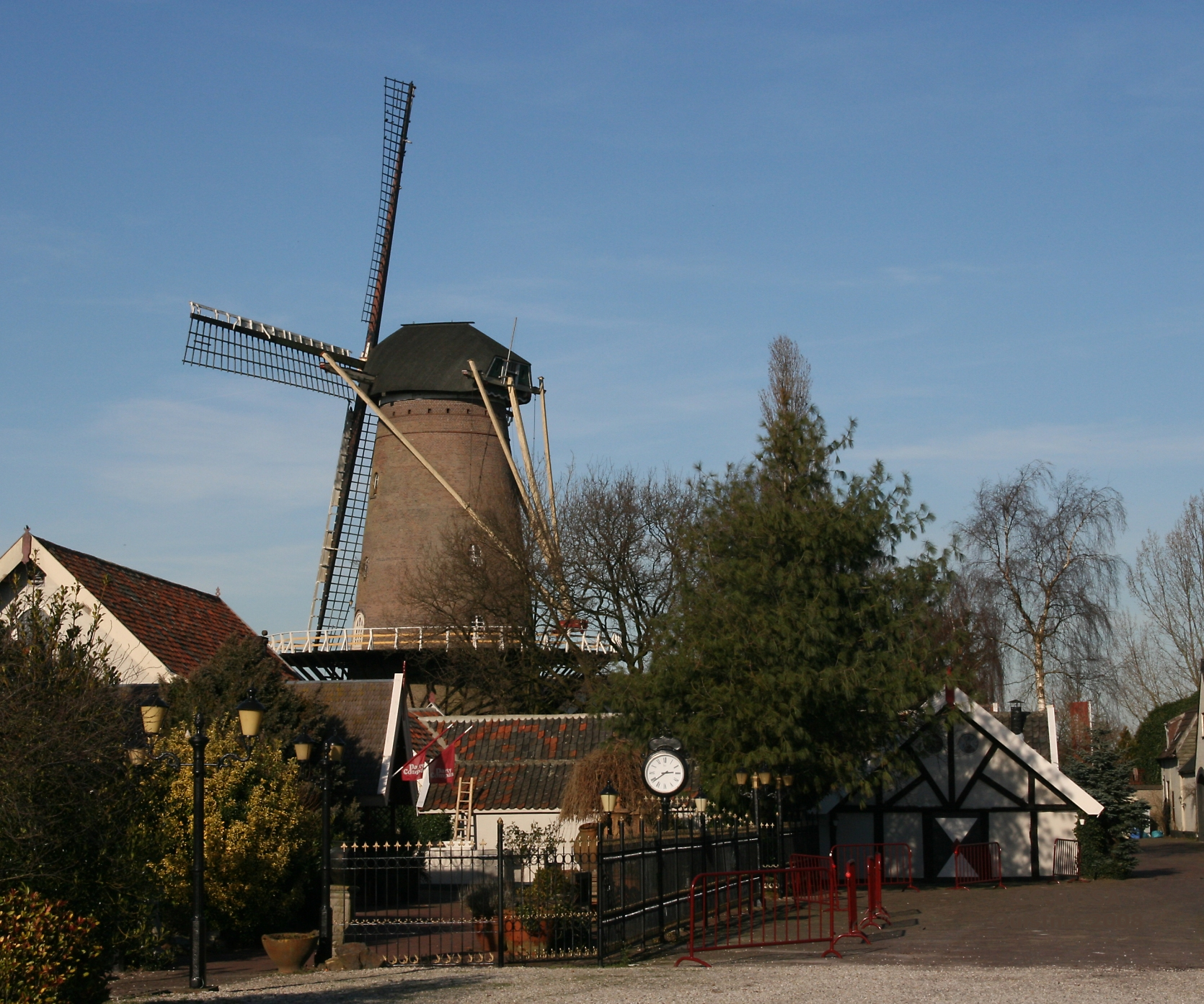
론옵잔트의 풍차

론옵잔트의 위치

론옵잔트(네덜란드어: Loon op Zand)는 네덜란드 남부 노르트브라반트주의 도시로 면적은 50.71km2, 높이는 5m, 인구는 23,126명(2017년 2월 기준), 인구 밀도는 461명/km2이다.

시기
시 문장